# لونگن
لونگن (به آلمانی: Longen) یک شهر در آلمان است که در تریر-زاربورگ واقع شده‌است. لونگن ۸۰ نفر جمعیت دارد.